# صريح (فقه)

الصريح عند الأصوليين اسم الكلام مكشوف المراد منه بسبب كثرة الاستعمال، حقيقة كان أو مجازا، وبالقيد الأخير خرج أقسام البيان، مثل ‍بعت و‍اشتريت وحكمه ثبوت موجبه من غير حاجة إلى النية.